# Kaszjukowitschy
Kaszjukowitschy (belarussisch Касцюковічы, russisch Костюковичи Kostjukowitschi) ist eine Stadt im Osten der belarussischen Mahiljouskaja Woblasz und administratives Zentrum des Rajon Kaszjukowitschy mit etwa 16.000 Einwohnern (2009).
Durch die Nuklearkatastrophe von Tschernobyl wurde die Stadt 1986 radioaktiv kontaminiert.
Kaszjukowitschy ist Partnerstadt der hessischen Stadt Dietzenbach.